# Vezin-le-Coquet
Vezin-le-Coquet is een gemeente in het Franse departement Ille-et-Vilaine (regio Bretagne). De plaats maakt deel uit van het arrondissement Rennes. Vezin-le-Coquet telde op 1 januari 2022 6.441 inwoners.

## Geografie
De oppervlakte van Vezin-le-Coquet bedroeg op 1 januari 2022 7,86 vierkante kilometer; de bevolkingsdichtheid was toen 819,5 inwoners per km².

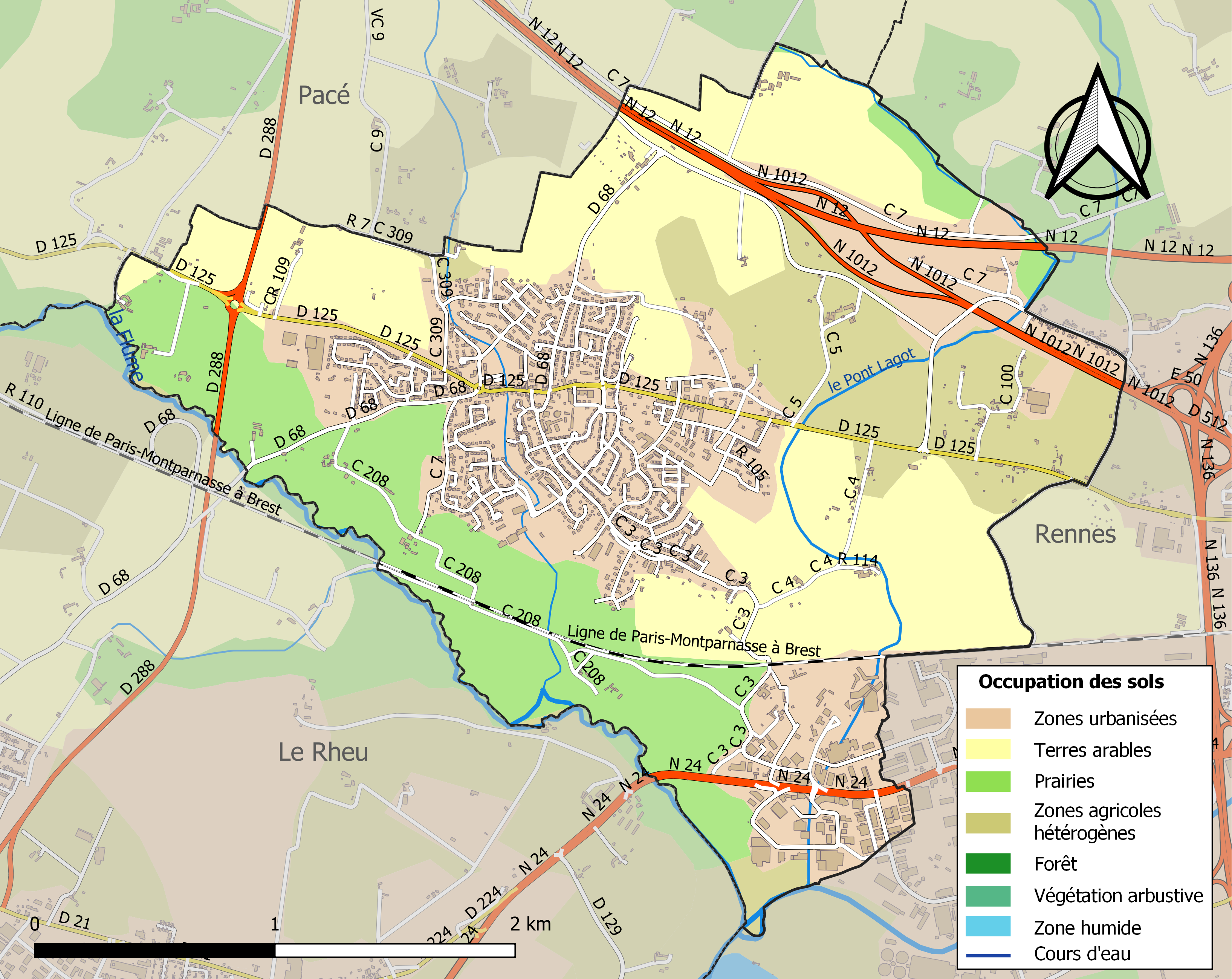
Kaart van de gemeente met belangrijkste infrastructuur, bodemgebruik en omliggende gemeenten

## Demografie
Onderstaande figuur toont het verloop van het inwonertal (bron: INSEE-tellingen).

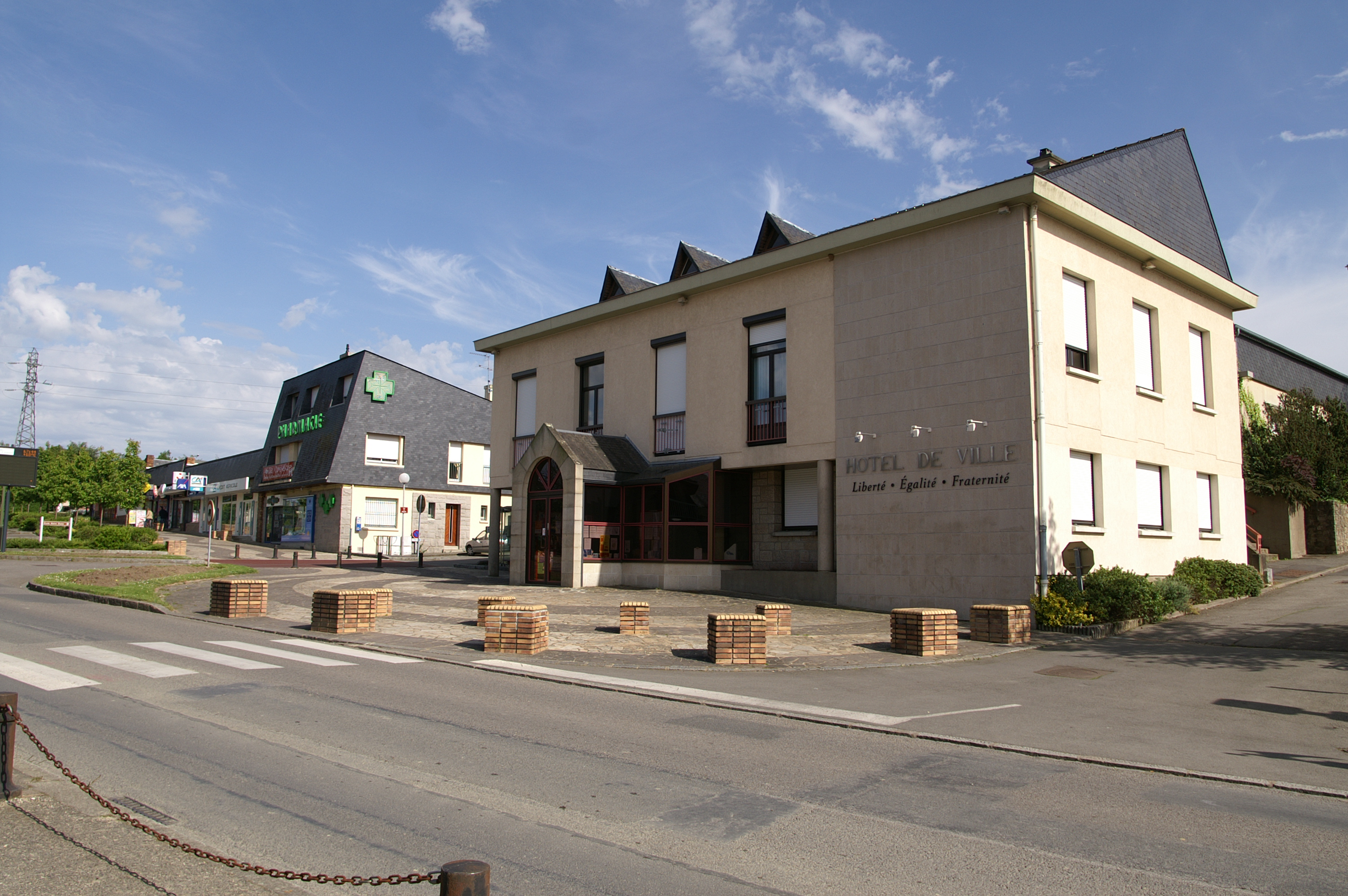
Centrum
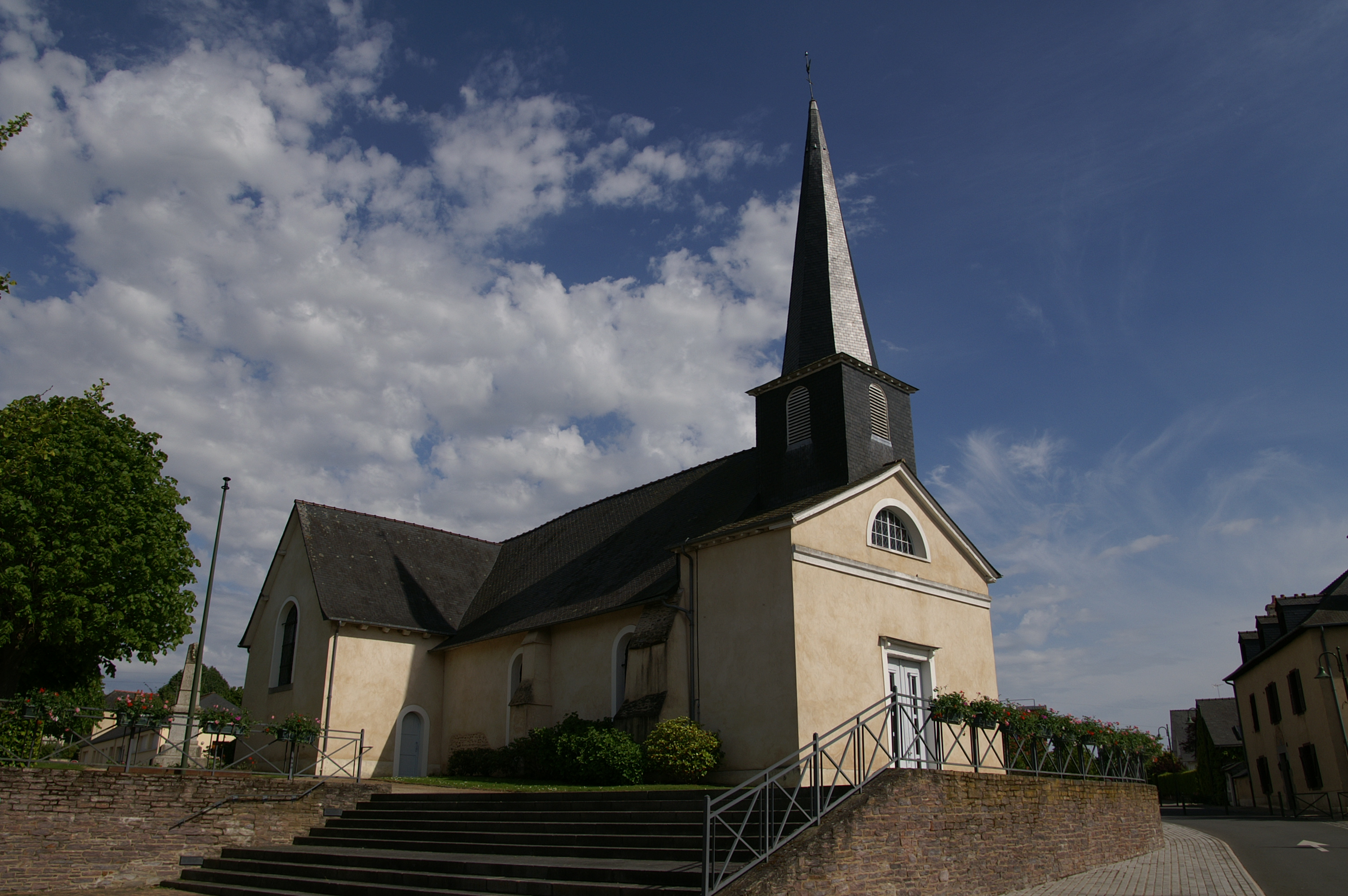
Église Saint-Pierre
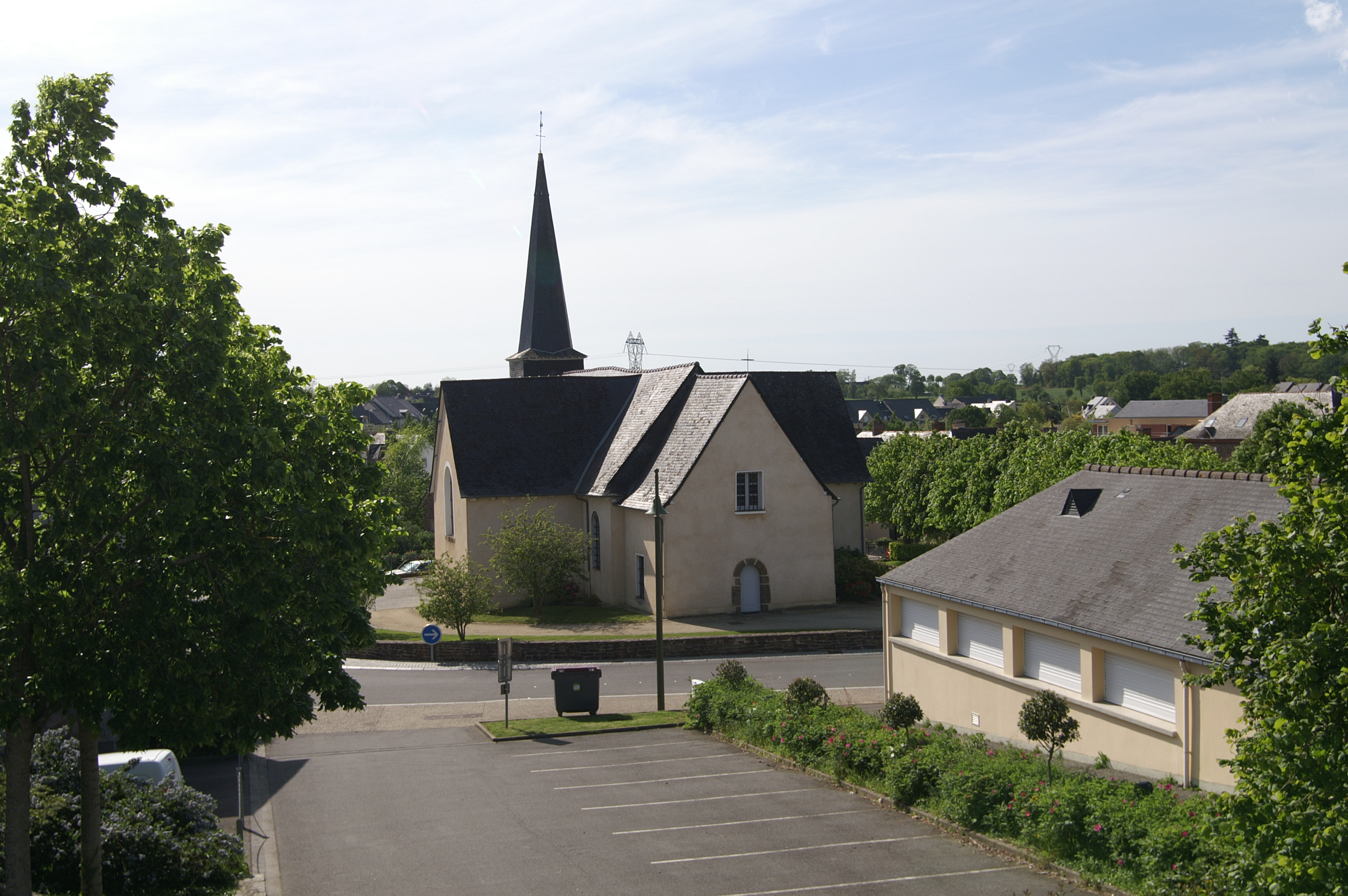